# 2024 aux Pays-Bas
Chronologie des Pays-Bas
- 2020
- 2021
- 2022
- 2023
- 2024
- 2025
- 2026
- 2027
- 2028

Cet article présente les faits marquants de l'année 2024 aux Pays-Bas.

## Évènements
- 11 janvier : élections législatives à Saint-Martin.
- 30 mars : Plus de 150 personnes sont évacuées après qu'un homme ait retenu quatre personnes en otage dans une discothèque à Ede, Gueldre, pendant six heures et a menacé de se faire exploser. La police arrête l'homme sur les lieux[1].
- 6 juin : élections européennes.
- 2 juillet : l'indépendant Dick Schoof devient Premier ministre des Pays-Bas à la tête d'un gouvernement de quatre partis, dont le Parti pour la liberté arrivé en tête.
- 7 novembre : violents affrontements à Amsterdam, lors d'une rencontre footballistique des clubs de l'Ajax et du Maccabi Tel-Aviv, entre supporters propalestiniens néerlandais et supporteurs israéliens dans le cadre de la Ligue Europa sur fond de conflit israélo-palestinien[2].

## Décès
- 5 février : Dries van Agt, homme d'État
- 12 février : 
  - Rudolf Jansen, pianiste
  - Henk Bos, historien des mathématiques
- 17 février  : Jaap Oudkerk, coureur cycliste
- 30 janvier : Jan de Rooy, pilote de rallye-raid
- 4 mars : Kees Rijvers, footballeur
- 5 avril : Willem Frijhoff, historien
- 2 mai : Sjoukje Dijkstra, patineuse artistique
- 29 juin : Jacqueline de Jong, peintre, sculptrice et graphiste
- 11 juillet : Bas Maliepaard, coureur cycliste
- 12 juillet : Tonke Dragt, auteure de livres pour enfants
- 17 août : Truus Hennipman, athlète
- 11 septembre : Peter Klashorst, peintre, sculpteur et photographe
- 13 septembre : Victor Halberstadt, économiste
- 7 octobre : Hans van Hemert, auteur-compositeur et producteur de musique
- 23 octobre : Coen Niesten, coureur cycliste
- 24 novembre : Jos Lammertink, coureur cycliste